# Listă de personalități din Geneva
Aceasta este o listă alfabetică a personalităților născute în Geneva.
Dacă nu este precizată naționalitatea unei persoane, se subînțelege că aceasta este elvețiană.

## A
- Ab’Aigre (Pascal Habegger, 1949 - 2006), realizator de benzi desenate;
- Assyr Abdulle (n. 1971), matematician;
- Georges Addor (1920 - 1982), arhitect;
- Gustave Ador (1845 - 1928), politician;
- Jacques-Laurent Agasse (1767 - 1849), pictor;
- Henri-Frédéric Amiel (1821 - 1881), scriitor, filozof;
- Adolphe Appia (1862 - 1928), arhitect, decorator scenografic;
- Aimé Argand (1750 - 1803), fizician, chimist;
- John Armleder (n. 1948), pictor, sculptor;
- Laurence Auer (n. 1959), diplomat francez.

## B
- Alexandre Babel (n. 1980), muzician;
- Marc Bauer (n. 1975), artist plastic;
- Mathias Beche (n. 1986), pilot auto francez;
- Antoine Bellier (n. 1996), jucător de tenis;
- Charles Jean Bernard (1876 - 1967), botanist;
- Jean-Luc Bideau (n. 1940), actor;
- Marc Birkigt (1878 - 1953), inginer;
- Celia von Bismarck (1971 - 2010), consilieră pentru diverse fundații;
- Ernest Bloch (1880 - 1959), compozitor american;
- Eugeniusz Bodo (1899 - 1943), actor polonez.